# Crossocerus assimilis
Crossocerus assimilis är en stekelart som först beskrevs av Smith 1856.  Crossocerus assimilis ingår i släktet Crossocerus, och familjen Crabronidae. Arten är reproducerande i Sverige.